# اورادئا
اورادئا (به رومانیایی: Oradea) (به مجاری: Nagyvárad) (به آلمانی: Großwardein) مرکز شهرستان بیهور در کشور رومانی و شهری با جمعیت ۱۹۶٬۳۶۷ نفر است. شهر یکی از مهمترین مراکز اقتصادی، اجتماعی و فرهنگی در ترانسیلوانی است. از لحاظ جغرافیایی این شهر در شمال غربی کشور و در میان تپه‌های دشت کریشانا، در حاشیه رودخانه کریشول رِپِده واقع شده، که شهر را تقریباً به دو نیمه مساوی تقسیم می‌کند. اورادئا در ارتفاع ۱۵۰ متری از سطح دریا واقع شده‌است

## نگارخانه

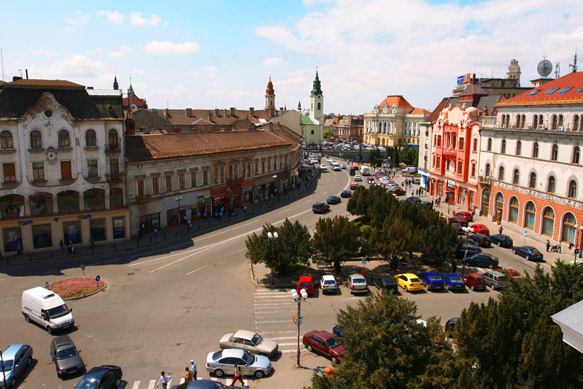
میدان فردیناند
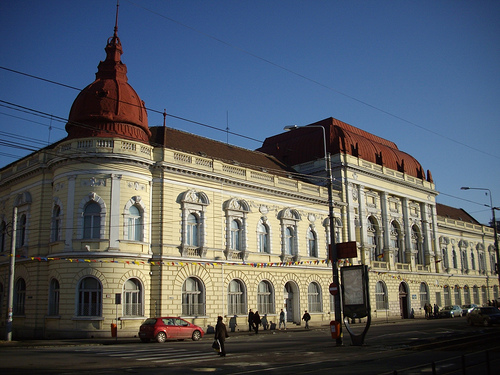
دانشکدهٔ پزشکی
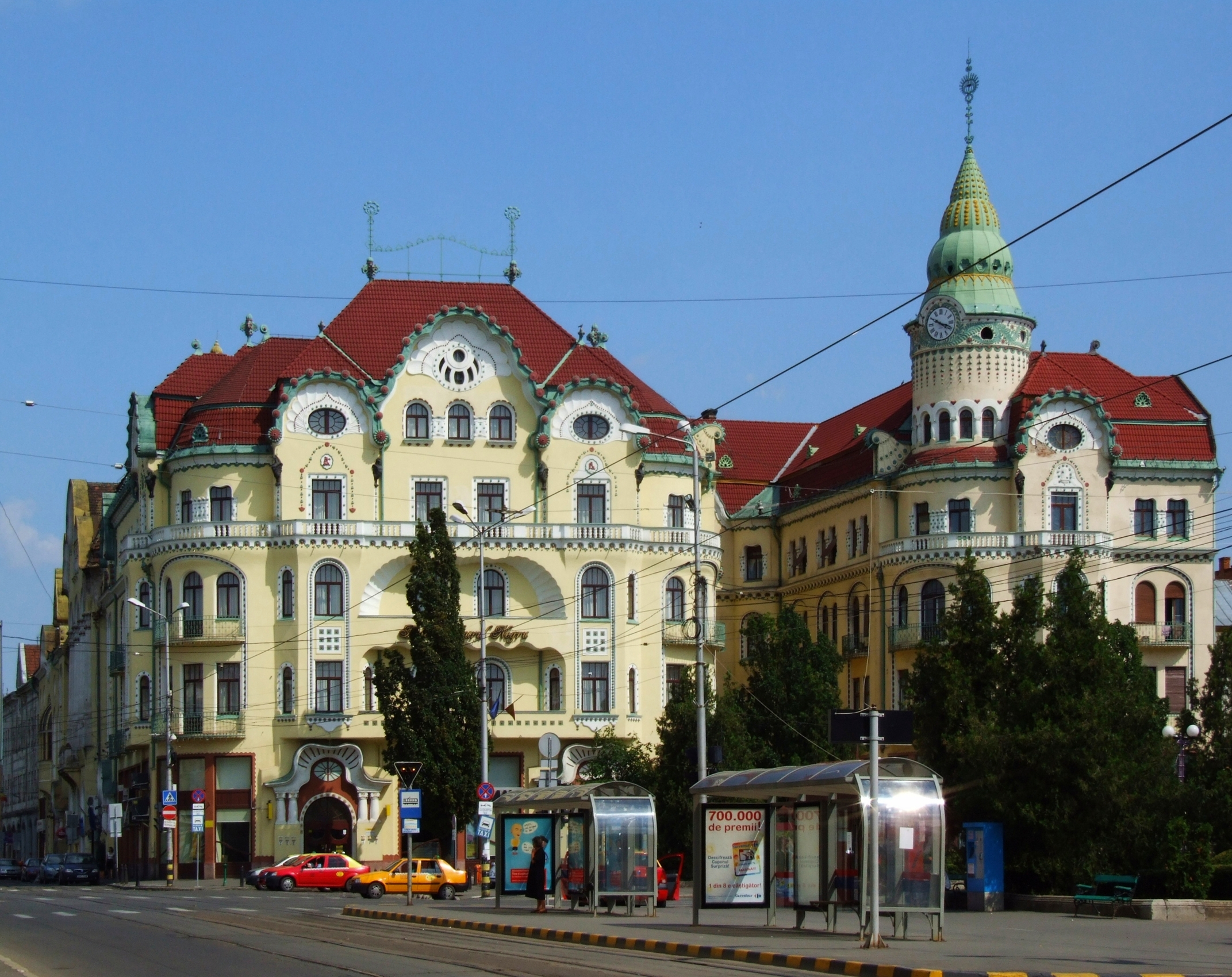
کاخ عقاب سیاه
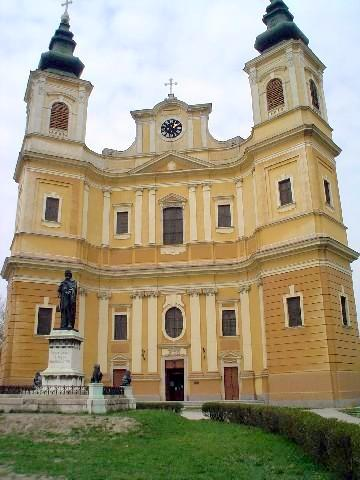
کلیسای کاتولیک، سبک باروک
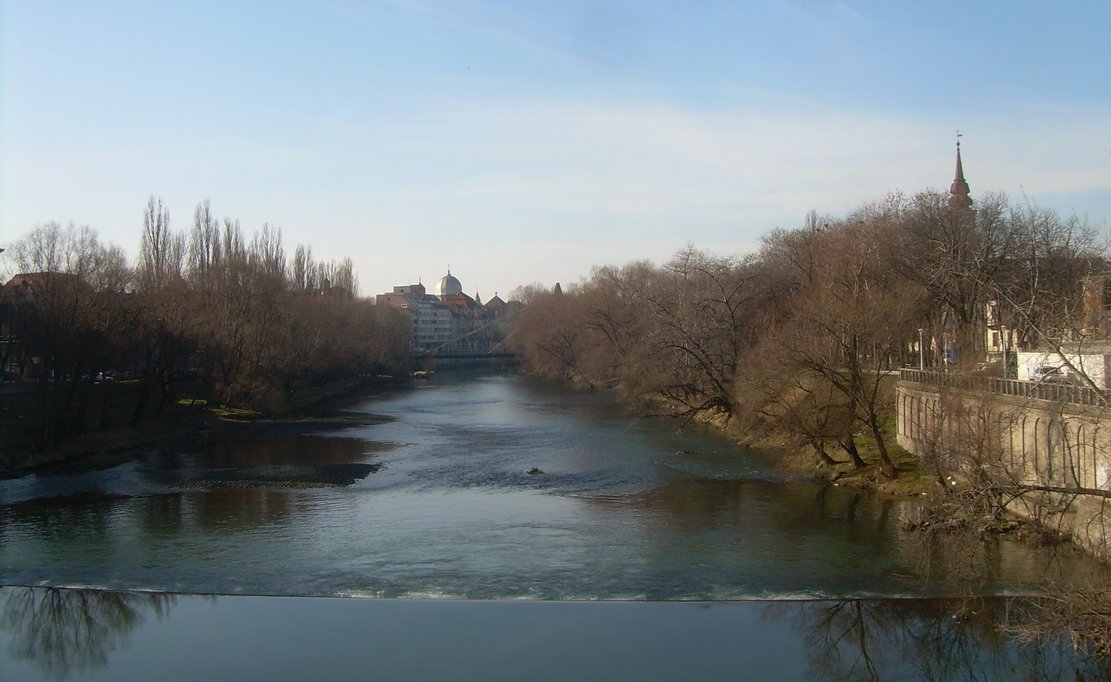
رودخانه Crişul Repede